# Јесења изложба УЛУС-а (1992)
Јесења изложба УЛУС-а (1992) је одржана у Београду у галеријском простору Удружења ликовних уметника Србије, односно у Уметничком павиљону "Цвијета Зузорић".

## О изложби
Избор радова за ову изложбу је извршио Уметнички савет УЛУС-а.
За изглед каталога је био задужен Зоран Н. Ђорђевић.
Добитник награде односно мнографије на овој Јесењој изложби је уметник Душан Јуначков.

## Излагачи
1. Лидија Антанасијевић
2. Јасминка Бркановић
3. Здравко Велован
4. Срђан Вукајловић
5. Биљана Вуковић
6. Оливера Гаврић Павић
7. Габријел Глид
8. Нада Денић
9. Миленко Дивјак
10. Вера Ђенге
11. Милорад Ђокић Млађи
12. Ђорђе Ђорђевић
13. Душица Жарковић
14. Милица Жарковић
15. Василије Живковић
16. Светислав Живковић
17. Катарина Зарић
18. Момчило Јанковић
19. Татјана Јанковић
20. Дивна Јеленковић
21. Драган Јеленковић
22. Милена Јовановић
23. Драгана Јовчић
24. Душан Јуначков
25. Гордана Каљаловић
26. Душица Кирјаковић
27. Драган Кићовић
28. Марија Кнежевић
29. Мирко Ковачевић
30. Славенка Ковачевић
31. Милутин Копања
32. Зорица Кушић
33. Бојана Максимовић
34. Зоран Марјановић
35. Весна Марковић
36. Анђела Меденица
37. Слободан Ера Миливојевић
38. Вукашин Миловић
39. Момчило Митић
40. Љиљана Мићовић
41. Александар Лека Младеновић
42. Миодраг Млађовић
43. Драган Момиров
44. Жељка Момиров
45. Зорица Обрадовић
46. Михаило Петковић
47. Миломирка Петровић Ђокић
48. Зоран Петрушијевић
49. Рајко Попивода
50. Мице Попчев
51. Ставрос Попчев
52. Санвила Пореј
53. Милета Продановић
54. Славољуб Радојчић
55. Градимир Рајковић
56. Јован Ракиџић
57. Бранко Раковић
58. Александра Ракоњац
59. Срђан Симановић
60. Миомир Славковић
61. Дејан Слепчевић
62. Мирољуб Стаменковић
63. Вера Станарчевић
64. Драгољуб Љ. Станковић Чиви
65. Милан Сташевић
66. Јовица Стевановић
67. Катарина Стојић
68. Невенка Стојсављевић
69. Војислава Танурџић
70. Зорица Тасић
71. Бранислав Фотић
72. Данијела Фулгоси
73. Бранко Цветковић
74. Гордана Чекић
75. Ивана Швабић
76. Босиљка Шипка
77. Емир Шкандро

## Рефернце
1. ↑  Каталог Јесење изложбе Удружења ликовних уметника Србије (1992), Београд
2. ↑  Каталог Јесење изложбе Удружења ликовних уметника Србије (1995), Београд